# Ildefons Almenara i Rivas
Ildefons Almenara i Rivas (Palma, 28 de febrer del 1861 – Barcelona, 11 de maig del 1920) fou un sacerdot escolapi català.

## Biografia
Nascut a l'illa de Mallorca, ingressà al noviciat de Moià el 8 de desembre de 1879 i professà a l'Escola Pia el 8 de setembre de 1881. Va ser enviat al juniorat de San Marcos de León per a cursar-hi els estudis eclesiàstics. Un any abans d'acabar-los l'enviaren (1886) a Igualada, on ensenyà llatí a nois que volien entrar al seminari. L'ordenaren sacerdot el 4 de maig de 1881. De 1888 a 1896 residí al col·legi escolapi de Camagüey (Cuba). Va ser destinat a Castellar del Vallès (1896-1901), a Tàrrega (1901-1903) i a Olot la resta de la seva vida. El 1920 va ser traslladat a Barcelona per una intervenció quirúrgica i allí morí als pocs mesos.
Es dedicà sempre a l'ensenyament del llatí i amb preferència als nois que aspiraven a ingressar a algun seminari conciliar; aquests estudis eren reconeguts pels bisbats corresponents com a seminaris menors.
Durant l'estada a Olot va viure l'experiència de la catequesi única organitzada per la parròquia eclesiàstica de Sant Esteve; alguns escolapis de la comunitat hi participaren. Al pare Almenara sembla que no li va caure prou bé. En una memòria presentada personalment al primer Congrés Catequístic Nacional Espanyol celebrat a Valladolid el 1913, exposà que calia «educar en las letras juntamente con la piedad» i «trabajar para que en las Escuelas no se suprima la enseñanza del Catecismo»; d'aquí es pot deduir que l'escola és un lloc apropiat per a la catequesi segons ja afirmà Josep de Calassanç —i recorda ara l'escolapi. Exhorta tots els estaments a que instin i fomentin la formació cristiana a les escoles. També demana que «los Maestros presenten los mejores métodos de enseñanza», és a dir que s'adaptin les innovacions de l'escola nova que ja aplicaven alguns mestres gironins.